# Ethan Van Sciver
Ethan Daniel Van Sciver ( /ˌvænˈskaɪvər/ ) (Utah, 3 de setembro de 1974)  é um quadrinista americano e personalidade mídias sociais  Ele é conhecido por ilustrar ou desenhar capas para vários títulos de super-heróis, principalmente para a DC Comics e também para a Marvel Comics, incluindo Green Lantern, The Flash: Rebirth e New X-Men . Também é o criador do Cyberfrog, um sapo super-herói antropomórfico . Ele dirige o canal "ComicArtistPro Secrets" no YouTube .

## Primeiros anos
Ethan Van Sciver nasceu em 3 de setembro de 1974 em Utah. Ele e seu irmão mais novo, o cartunista alternativo Noah Van Sciver, cresceram no sul de Nova Jersey.
Van Sciver decidiu fazer carreira no campo dos quadrinhos depois de ver o filme Superman, de 1978, quando criança, mas só começou a ler quadrinhos com The Man of Steel, de John Byrne, em 1986. Ele cita Fantastic Four vs. X-Men (1987), de Chris Claremont e  Jon Bogdanove  como uma forte influência.

## Carreira
Enquanto cursava o ensino médio, Van Sciver fez vários trabalhos relacionados à arte, que incluíam pintar murais de nativos americanos, desenhar caricaturas para clientes de shoppings, ilustrar livros infantis e fazer aerografia em camisetas.
O primeiro trabalho de quadrinhos de Van Sciver foi publicado em 1994, escrevendo e desenhando o que ele mais tarde chamou de "um pequeno personagem horrível chamado Cyberfrog, publicado pela Hall of Heroes e depois pela  Harris Comics .
Seu primeiro trabalho para a DC Comics foi em 1998, que o levou a ser contratado em 1999 como o artista da série Impulse, com o roteirista Todd Dezago .[carece de fontes?] Isto foi seguido em 2001 pela primeira do que viria a ser várias colaborações com o escritor Geoff Johns, na publicação one-shot de super-herói-horror The Flash: Iron Heights .

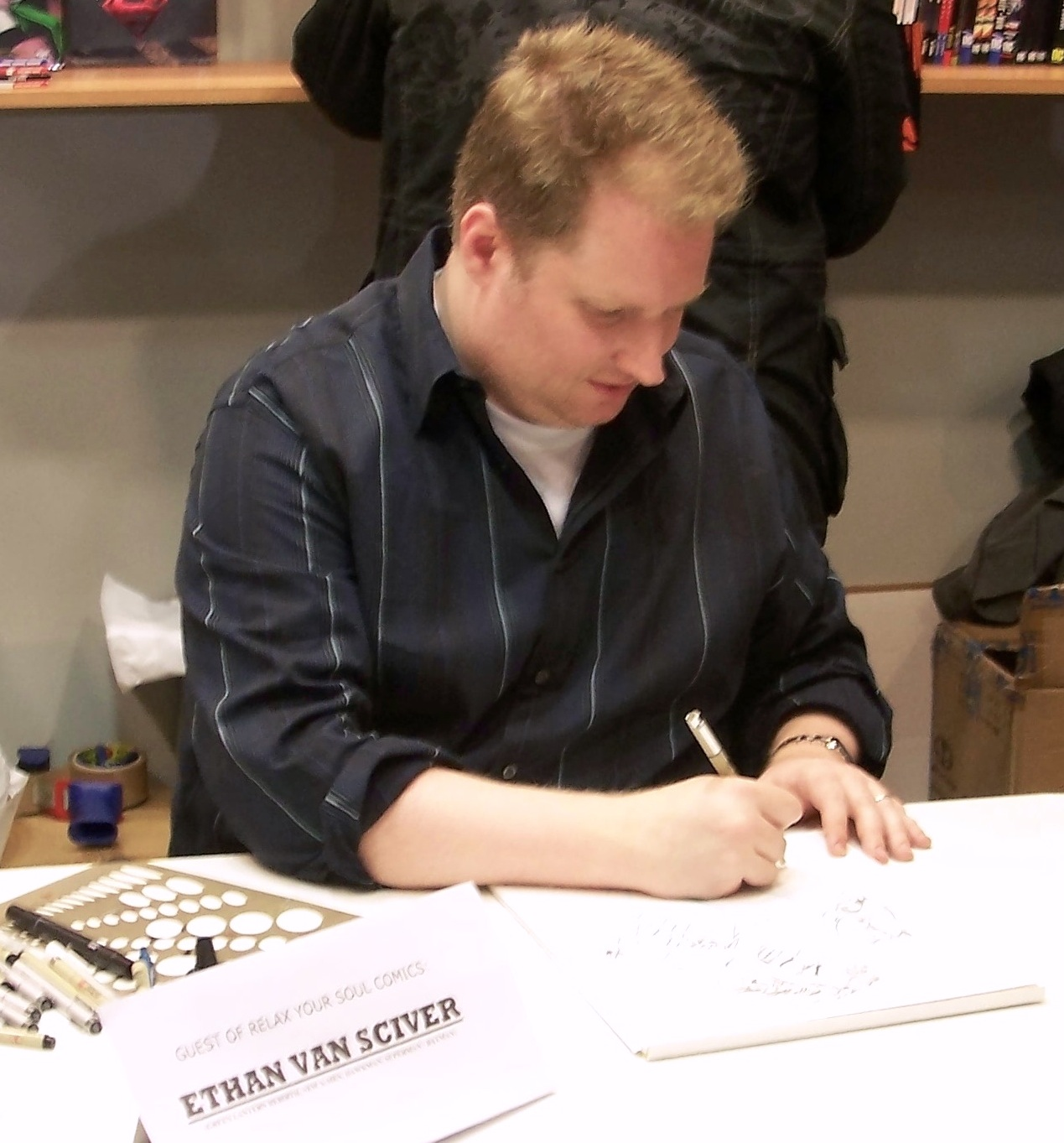
Ethan Van Sciver desenhando na Comicon fest, Atenas, 2008

Van Sciver foi contratado pela Marvel Comics em 2001 para trabalhar em New X-Men, uma série reformada (começando com  a edição # 114) escrita por Grant Morrison.[carece de fontes?] O artista principal da série, Frank Quitely, não deveria ilustrar as doze edições necessárias por ano, então Van Sciver estava programado para ilustrar duas edições por ano, que se expandiram para mais edições, pois Igor Kordey também foi contratado como artista semi-regular. Van Sciver fez um total de quatro edições. Na edição # 133 desta série, Morrison e Van Sciver co-criaram o personagem Dust, um mutante muçulmano sunita que pode se transformar em areia.
Voltando a trabalhar principalmente para a DC, Van Sciver trabalhou com Johns na minissérie de seis edições Green Lantern: Rebirth (2004), que restaurou o personagem da Era de Prata Hal Jordan como principal Lanterna Verde da editora. Eles então trabalharam juntos em uma série em andamento com o personagem. Durante esse período, Van Sciver foi um dos artistas que contribuiu para uma série de livros didáticos para artistas de quadrinhos amadores, publicados pela revista Wizard .
Em 2006, Van Sciver escreveu a arte da capa do quarto álbum de estúdio da banda de metal Winger . A capa também foi vendida como um cartaz chamado "Guardian of Freedom". Johns, Van Sciver, Dave Gibbons, Ivan Reis e outros produziram " Sinestro Corps War ", uma história de em 11 edições que aparece nas duas séries mensais de Lanternas Verdes em 2007. Van Sciver e Johns produziram a mini-série de seis edições The Flash: Rebirth (2009) que - como a mini-série Green Lantern anterior - reintroduziu o personagem da Era de Prata Barry Allen como o Flash . No mesmo ano, ele desenhou capas variantes para o crossover da DC, Blackest Night. Em 2011, como parte da iniciativa " New 52 " da DC, ele foi o artista - e co-roteirista com Gail Simone - de The Fury of Firestorm: The Nuclear Men.[carece de fontes?] A partir de 2016, como parte do relançamento do " DC Rebirth " dos títulos da DC, Van Sciver desenhou os números da série Hal Jordan and the Green Lantern Corps .
Em 2017, ele desenhou ilustrações para 12 Rules for Life: An Antidote to Chaos, um livro de autoajuda do psicólogo canadense Jordan Peterson . Naquele ano, ele também iniciou um canal no YouTube chamado ComicArtistPro Secrets, que originalmente apresentava demonstrações de ferramentas e técnicas de ilustração, e desde então se concentra em comentários sobre quadrinhos e cultura de fãs.
Não trabalhando mais para a DC, em 2018 Van Sciver anunciou que iria produzir seus próprios quadrinhos, começando com uma revista em quadrinhos crowdfunded intitulada Cyberfrog: Bloodhoney apresentando seu personagem CyberFrog, para o qual ele arrecadou mais de $ 500.000 no site de crowdfunding Indiegogo . Em setembro de 2018, ele anunciou planos para uma editora chamada ALL CAPS Comics.

## Envolvimento no Comicsgate
Van Sciver tem sido uma figura central em Comicsgate, um movimento controverso em oposição ao que ele vê como diversidade e política progressista forçadas no conteúdo dos quadrinhos norte-americanos de super-heróis e os tipos de criadores que trabalham na indústria, o que tem sido descrito por detratores como uma campanha de assédio online.

## Prêmios e reconhecimento
- Janeiro de 2010 Inkwell Awards Ambassador (janeiro de 2010 - presente) [18]

- 2008 Will Eisner Comic Industry Awards - Indicado - Melhor  Desenhista/ arte-finalista ou Equipe de Desenhista / arte-finalista: Green Lantern: Sinestro Corps (DC Comics) [19]

## Vida pessoal
Em agosto de 2005, Van Sciver residia em Orlando, Flórida.
Ele é  republicano e  mórmon .

### Entrevistas
- Entrevista com o Comic Geek Speak Podcast (agosto de 2009)
- Ethan Van Sciver no podcast Super Hero Speak 26 de setembro de 2017